# Ante Mladinić
Ante Mladinić, surnommé Biće né le 1er octobre 1929 à Split (en Yougoslavie, aujourd'hui en Croatie) et mort le 13 juin 2002 à Zagreb, est un joueur et entraîneur de football croate, sélectionneur de la Yougoslavie.

## Carrière
Mladinić réalise une carrière solide de footballeur sous les couleurs du HNK Hajduk Split (où il inscrit 43 buts en 136 matchs de 1947 à 1956) puis du NK Lokomotiva Zagreb (en 1956-1958). 
Après sa carrière il se reconvertit dans la formation au sein de son ancien club, l'Hajduk Split. En 1968, la fédération fait appel à ses services pour diriger les sélections de jeunes. En 1974, il est nommé sélectionneur de l'équipe A de Yougoslavie en vue de l'Euro 1976. Vainqueur notamment de l'Irlande du Nord puis du pays de Galles, son équipe se qualifie pour la phase finale (qui ne compte que quatre sélections), dont l'organisation est confiée à la Yougoslavie. En demi-finale à Belgrade, les Slaves s'inclinent face à l'Allemagne, championne du monde en titre, après prolongation (4-2). 
En 1976, il est nommé à la tête du FK Partizan Belgrade. En 1978 il fait un bref retour à la tête de la sélection, en pleine crise après la non-qualification pour la Coupe du monde 1978. Il ne dirige que deux matchs, pour autant de défaites. En 1979 il retourne à l'Hajduk Split, dont il devient l'entraineur de 1980 à 1982
Il termine sa carrière comme formateur, d'abord en France aux Girondins de Bordeaux, où il arrive en 1986 avec les frères Zlatko et Zoran Vujović et où il découvre notamment le jeune Bixente Lizarazu, puis au NK Zagreb dans les années 1990.